# Morosini-Codex
Beim Morosini-Codex (Codice Morosini) handelt es sich um ein Werk der venezianischen Geschichtsschreibung, das nur in einer einzigen Handschrift überliefert ist. Es handelt sich um ein Autograph aus der Feder von Antonio di Marco Morosini, dessen Veröffentlichung 1418 vom Rat der Zehn untersagt wurde. Der Kodex, verfasst auf Venezianisch, besteht einerseits aus einer Chronik, die die Zeit von 1094 bis 1413 umfasst, andererseits diarienartige Aufzeichnungen der Jahre 1414 bis 1433.

## Handschriften und Traditionsbildung, Sprache und Inhalt
Das Autograph liegt in Form zweier Codices in der Österreichischen Nationalbibliothek (Handschriften-, Autographen- und Nachlaß-Sammlung, 6586-6587; ex Foscarini CCXXXIV-CCXXXV: Cronaca di Venezia) vor. Morosini selbst bezeichnete sein Werk als „questa cronica“ (diese Chronik), „questo libro“ (dieses Buch), „questa scrittura“ (diese Schrift), aber vor allem in par. 65.397 als „questa scritura over cronicha de Veniexia“. Mit seinen Diarien setzte eine Tradition ein, die später von Giorgio Dolfin (1433/1434–1457) über Girolamo Priuli (1494–1512) bis Marin Sanudo dem Jüngeren (1496–1533) fortgeführt wurde.
Antonio Morosini schrieb in Volgare, genauer gesagt, der venezianischen Volkssprache, wobei sein Werk zweigeteilt ist. Es umfasst einerseits eine weitgespannte Geschichte Venedigs, die von einem Horizont zeugt, der das gesamte Mittelmeer, große Teile Europas und des Nahen Ostens berührt, und die die Zeit von 1094 bis 1413 umfasst. Damit bietet dieser Teil die Charakteristika einer Chronik. Daran schließt sich als inhaltlich zweiter Teil ein Diarium, eine tagebuchartige Aufzeichnung von Ereignissen, Zusammenhängen und Zuständen an. Dieses umfasst die Zeit von 1414 bis zum 20. September 1433.

## Geschichte des Manuskripts
1756 stiftete der Gelehrte Annibale degli Abati Olivieri Giordani (1708–1789) aus Pesaro dem venezianischen Patrizier Marco Foscarini das bis heute erhaltene Manuskript. Dessen Sammlung gelangte, wie so viele Bücher- und Kunstsammlungen Venedigs, mit der Auflösung der Republik Venedig ab 1797 in den Handel. Nach kurzer französischer Besatzung unter Napoleon gelangte das Gebiet der Republik an Österreich. Damit verlor der venezianische Adel den überwiegenden Teil seiner Einnahmequellen, denn die Tätigkeit im Staatsdienst war eine der wesentlichen materiellen Grundlagen des Adels geworden. Foscarinis Erben verkauften die Sammlung unter Vermittlung der österreichischen Regierung ab September 1799 nach Wien. Die 105 Codices des Fonds ex Foscarini zählen bis heute zu den bedeutendsten Beständen der Österreichischen Nationalbibliothek.
Anscheinend hatte Morosini eine Art Sicherheitskopie angelegt, bevor er sein Werk dem Rat der Zehn überantwortete, der in einem Zensurverfahren die Frage nach einer Druckgenehmigung beantworten sollte. Diese Kopie, die verschollen ist, umfasste den Zeitraum bis zum 12. August 1418. Sie befand sich um 1850 in den Händen des Conte Ludovico Manin. Aus den Akten des Rates der Zehn, der vielfach im Geheimen agierte und keine systematische Aktenführung veranlasste, gibt es keinerlei Hinweise auf den seinerzeitigen Akt der Zensur. Vielleicht verschwand der immerhin mögliche Eintrag aber auch in der ersten Hälfte des 19. Jahrhunderts, als viele der Prozessunterlagen den Umwälzungen im Staatsarchiv zum Opfer fielen.

## Der Verfasser
Über den Verfasser, der spätestens 1368 geboren wurde, sind zahlreiche Überlegungen angestellt worden, deren früheste der Doge Marco Foscarini (1696–1763, Doge ab 1762) abfasste. Foscarini war ab 1735 pubblico istoriografo, also vom Staat bestellter Geschichtsschreiber. Er war der Erste, der systematisch biographische Informationen aus dem Morosini-Codex sammelte.
Danach wanderte der Codex nach Wien und schlummerte dort im Archiv, bis Vittorio Lazzarini von Léon Dorez und Germain Lefèvre-Pontalis einen Rechercheauftrag im Zusammenhang mit der Person und dem Werk Morosinis erhielt, um Auszüge daraus für ihre Geschichte Frankreichs zu nutzen. Dabei war von größter Bedeutung, dass in einem Beschluss des Rates der Zehn von 1418 von „duos libros“ von „cronicas“ die Rede war. Darin wurde festgestellt, dass einige Passagen für den Staat Venedig gefährlich seien, und dass eine Publikation daher untersagt wurde. Das Exemplar wurde dem Verfasser ohne Spuren von Zensur zurückerstattet.
Die weiteren Untersuchungen, die Georg Christ 2005 durchführte, gestatteten es mittels einiger Briefe aus der commissaria von Biagio Dolfin Antonio Morosini als Verfasser der Chronik zu identifizieren. Aus einem Passus der Morosini-Chronik (par. 65.1928) lässt sich erweisen, dass Antonio Morosini, der am 20. November 1433 noch immer mit der Abfassung seines Werkes beschäftigt war, ein Sohn des Marco Morosini war. An anderer Stelle lassen sich zwei Neffen, Benedetto und Lorenzo fassen, wobei Lorenzo im Winter 1431 auf 1432 sovracomito de la galia da Coron war, also im obersten Marinedienst in Koron auf dem südwestlichen Peloponnes tätig war. Bei den beiden handelte es sich um Söhne des Adligen „ser“ Giusto Morosini (par. 65.1626; 27. Januar 1432). Darüber hinaus erfahren wir, dass eine ihrer Schwestern Francesco Cornaro aus der Contrada Santa Fosca im Sestiere Cannaregio heiratete (par. 65.1179; 13.–14. Januar 1430). Doch sind dies die einzigen Fakten über Morosini, die sich der Chronik entnehmen lassen. Den Zweig (ramo) der Morosini, dem er angehörte, gibt er genauso wenig an, wie die Contrada (Gemeinde) seiner Residenz. Dies ist deshalb problematisch, weil die Auswahl der von den Adelshäusern jeweils bevorzugten Vornamen gering ist, und es demzufolge mehrere Angehörige des großen Morosini-Clans in dieser Zeit gab, die als Verfasser der Chronik in Frage kommen. Zwar werden in den Codices des Antonio Morosini weitere Morosini mit seinem Vornamen genannt, doch geht aus dem Zusammenhang nicht hervor, ob es sich in diesem Fällen um eine Autoreferenz handelt oder um andere Träger des Namens Antonio Morosini.
Der Vater Antonios, Marco, könnte mit dem Bruder des Michele Morosini identisch sein, der 1382 Doge war. Marco und Michele mögen zwei Brüder namens Paolo und Albano gehabt haben, doch war ihr Vater wohl Marino Morosini, wie Lazzarini vorschlug, womit er Rinaldo Fulin korrigierte, der angenommen hatte, Marco sei der Sohn Pieros. Von Marco und seiner Frau Caterina haben sich im Staatsarchiv Venedig wiederum zwei Testamente vom 1. Oktober 1368 und vom 29. Mai 1377 erhalten. Dabei war Marco 1377 bereits verstorben. Aus diesen Testamenten geht hervor, dass das Paar in der Gemeinde Santa Maria Formosa im Sestiere Castello lebte, und dass das Paar eine Reihe von Kindern hatte. Darunter befand sich als dritter Sohn Antonio, dessen zwei ältere Brüder Lorenzo und Giorgio ebenso bekannt sind, wie sein jüngerer Bruder Giusto, den der Verfasser in seinem Werk erwähnt. Darüber hinaus kennt man die Namen der vier Schwestern, nämlich Marina, Lucia, Bianca und Anna, von denen wiederum der Verfasser erwähnt, eine von ihnen habe Francesco Cornaro di Santa Fosca geheiratet.
Am 1. März 1377 ließ ein Antonio di Marco Morosini sein Testament öffentlich aufsetzen, wobei er am 27. Mai 1384 einen codicillo hinzufügte. Dieser Antonio besaß neben einem Viertel seines Elternhauses 1500 Golddukaten und weiteres Vermögen in Höhe von 200 Dukaten. Er gehörte Terziariern der Dominikaner an, die ihren Schwerpunkt im Kloster San Zanipolon hatte und zugleich in der Bruderschaft der Pönitentiare, der Schuola d’i Batudi von Santa Maria della Misericordia.
Ein Antonio di Marco Morosini war am 4. Dezember 1388 an einem Wahlvorgang im Großen Rat beteiligt, als er die goldenen Stimmkugeln entnahm, die balle. Zu dieser Zeit dürfte er demnach zwischen 20 und 25 Jahre alt gewesen sein. Er war mit Sofia de’ Garzoni verheiratet.
Unter dem Todesdatum des Chronisten Antonio di Marco Morosini findet man auf dem letzten Blatt, dass während des Karnevals von 1434 ein Andrea di Francesco Zulian in vierter Ehe „la fia de ser Zuan Dolfin relicta quondam ser Antonio Morexini“ heiratete. Die Verehelichung muss also im Februar 1433 (more veneto) stattgefunden haben, also Anfang 1434. Doch die Identität des verstorbenen Antonio Morosini lässt sich nicht klären. Schließlich enthält auch die Liste des Johanniterordens von Rhodos für das Jahr 1427 einen Bruder namens Antonio Morosini aus Venedig.
Es findet sich also eine ganze Reihe von weiteren Feststellungen außerhalb der Chronik über einen Morosini namens Antonio, Söhne eines Marco mit zwei nipoti namens Benedetto und Lorenzo, Söhne eines Giusto.

## Die Edition
2010 erfolgte durch Andrea Nanetti eine vierbändige Edition dieses als Cronaca-Diario bezeichneten Werkes. Der erste Band umfasst entsprechend dem Titel Introduzione e Cronaca-Diario dal 1094 al 1413 (fino a tutto il dogado di Michele Steno), also eine Einführung und den historiographischen Teil bis zum Ende des Dogen Michele Steno (1400–1413). Die Bände 2 und 3 beinhalten das Diario dal 1414 al 13.V.1426 (dogado di Tommaso Mocenigo e §§ 1–445 dogado di Francesco Foscari) und das Diario dal 13.V.1426 al 20.IX.1433 (§§ 446–983 dogado di Francesco Foscari), also die Diarien zwischen 1414 und 1433. Band 4 bietet schließlich eine historische Einordnung, Erläuterungen zum Zusammenhang zur übrigen venezianischen Chronistik und zu Venedigs Diarien. Schließlich folgen Anhänge und Bibliographie, und zwar als appendice I (S. 1749–1757) mit einer Chronologie der Dogen Venedigs, appendice II (S. 1759–1813) mit einem Repertorium der gedruckten Editionen der venezianischen Chroniken, der Bibliographie sowie dreier Indizes, nämlich für Namen, Orte und hervorzuhebende Dinge (cose notevoli). Hinzu kommt ein Facsimile der nautischen Karte des Francesco de Cesanis von 1421.

## Die Vorlagen der Chronik
Laut Nanetti griff Morosini beim Abfassen seines Werkes auf eine umfangreiche Reihe von Handschriften zurück. Unter diesen lateinischen Schriften befinden sich allein aus Rom die Translatio sancti Marci (Biblioteca Casanatense, 718, folia 131v–134r, sec. XI ex.; Archivio Capitolare di San Giovanni in Laterano, A 79, folia 190v–193v, sec. XI ex.–XII in.; Biblioteca Vallicelliana, XVII, folia 162–168v, sec. XI ex.–XII in.; Vat. lat. 1196, folia 157v–162v, sec. XII ex.; Vat. lat. 7014, folia 47–210v, sec. XII in). Weitere von Morosini genutzte Manuskripte finden sich in der venezianischen Marciana, lat. Z. 356, folia 173v–177v, sec. XII; dann in Orléans Médiathèque, Patrimoine 197.
Des Weiteren nutzte Morosini die Historia Veneticorum des Johannes Diaconus (Vat. Urb. lat. 440, sec. XI in.; Vat. lat. 5269, sec. XIII in.; Venedig, Marciana, lat. X, 141 aus dem 15. Jahrhundert); die Chronica de singulis patriarchis Nove Aquileie; das Chronicon Gradense (Vat. Urb. lat. 440, sec. XII; Vat. lat. 5269, sec. XIII in.; Venedig, Biblioteca del Seminario Patriarcale di Venezia, 951, sec. XIII; Venedig, Marciana, lat. X 141, sec. XV); das Chronicon Altinate (Vat. lat. 5273, sec. XIII; Dresden, Sächsische Landesbibliothek, F 168, sec. XIII; Venedig, Marciana, It. XI, 124 del sec. XVI in.); die Passio, translatio e inventio dei santi Ermagora e Fortunato (Vat. Barb. lat. 714; Vat. lat. 846 del IX sec.; Vat. Reg. lat. 539; Venedig, Marciana, lat. IX, 27 (2797), lat. IX, 19 (2946) und lat. IX, 27 (2797); York, Cathedral Library, XVI.G.23); die Chronica A Latina (Venedig, Museo Correr, P.D. 392c, 1r–19r, sec. XV; Venedig, Marciana, lat. X, 136; München, Bayerische Staatsbibliothek, lat. 14621), die Chronica Venetiarum, die Annales Venetici breves (Vat. lat. 5273, folia 9v–13r, sec. XIII), die Relatio di Domenico Tino, die verkürzte Fassung der Chronica des Andrea Dandolo (Vat. Barb. lat. 2334; Venedig, Museo Correr, P.D. 392c, folia 1r–19r, sec. XV; Venedig, Marciana, lat. X, 296, sec. XIV e lat. X, 259, sec. XV für die kürzere Fassung, und Turin, Biblioteca Nazionale Universitaria di Torino, I.IV.7; Vat. lat. 5282, sec. XIV ex.; Vat. lat. 5286, sec. XIV ex.; Vat. lat. 2008, sec. XV; Vat. lat. 5842, sec. XV ex.; Venedig, Museo Correr, P.D. 142c, sec. XV in.; Modena, Biblioteca Estense, lat. 443–444, sec. XV in.; Venedig, Marciana, lat. X, 10 e lat. X, 11; lat. X. 139 e 140, sec. XVI; Paris, Bibliothèque nationale de France, lat. 5874, Ende sec. XV für die versione estesa), die Satyrica historia des Paolino Minorita († 1344) (Vat. lat. 1960; Venedig, Marciana, lat. Zan. 399; Cesena, Biblioteca Malatestiana, S.XI.5), das Chronicon de rebus Venetis des Lorenzo De Monacis, das Legendarium des Pietro Calò (Venedig, Marciana, lat. IX, 15-20) und die Chronica des Rafaino de’ Caresini (Venedig, Museo Correr, P.D. 392c, ff. 20r–36, sec. XV; Venedig, Marciana, lat. X, 10, lat. X, 259, lat. X, 122, lat. X, 138, lat. X, 237, lat. X, 392; It. VII, 67; schließlich Modena, Biblioteca Estense, lat. 482; München, Bayerische Staatsbibliothek, lat. 14621; Paris, Bibliothèque nationale de France, lat. 5874, fine sec. XV); Vat. lat. 5842, sec. XV ex.; Wien, Österreichische Nationalbibliothek, 6119).